# Just Dance
Just Dance is het debuutnummer van zangeres Lady Gaga, afkomstig van haar debuutalbum The Fame. Voor dit nummer werd samengewerkt met Colby O'Donis. Akon, coproducer van het nummer, verzorgde de achtergrondzang. Het nummer werd in Nederland reeds uitgebracht in augustus 2008 maar vergaarde niet genoeg populariteit, waardoor het bleef steken in de tipparade. In december werd het nummer opnieuw uitgebracht, nu met meer succes: Radio 538 verkoos het nummer als Alarmschijf en de week erna debuteerde Just Dance op de 24ste plaats in de top 40. In haar achtste week bereikte Just Dance de toppositie, waar het twee weken bleef staan. Ook in vijf andere landen bereikte het nummer de nummer 1-positie.

## Videoclip
De videoclip van "Just Dance" werd geregisseerd door Melina Matsoukas. In de clip is Lady Gaga te zien, die met haar dansers Dina en Pepper aankomt bij een houseparty. Het feest lijkt al te zijn opgehouden, een van de dansers zet de radio aan, waarna de muziek begint. De aanwezige feestgangers blijken te slapen op verschillende plaatsen, maar worden wakker gemaakt door de muziek. Ze beginnen te dansen. Ook Colby O'Donis, Akon en Flipsyde (ook afkomstig van Akons label) zijn in de clip te zien. Er is elk jaar een andere versie.

## Hitlijsten
Het nummer behaalde de toppositie in landen zoals Australië, Canada, India en de Verenigde Staten. In de Billboard Hot 100 steeg het nummer voor het naar één ging van de derde naar de tweede plaats met het op twee na hoogste verkochte aantal downloads. Met 419.000 gedownloade exemplaren bevindt het zich onder Flo Rida's Low, dat er 467.000 had. Het nummer is daar sinds zijn verschijning 2,14 miljoen keer gedownload. Ook debuteerde Just Dance, op basis van downloads alleen in de Britse UK Singles Chart op de derde plaats. Het nummer werd in die week 40.537 maal gedownload. In Nederland werd Lady Gaga begin 2009 binnen korte tijd zeer populair. Nadat Just Dance de nummer één positie behaalde, kreeg ook de opvolger Poker Face dat voor elkaar. Op dat moment stond Just Dance nog op een derde plaats, waarmee Lady Gaga met twee nummers in de top drie stond.

## Hitnotering
| "Just Dance" in de Nederlandse Top 40 - binnen: 10 januari 2009 | "Just Dance" in de Nederlandse Top 40 - binnen: 10 januari 2009 | "Just Dance" in de Nederlandse Top 40 - binnen: 10 januari 2009 | "Just Dance" in de Nederlandse Top 40 - binnen: 10 januari 2009 | "Just Dance" in de Nederlandse Top 40 - binnen: 10 januari 2009 | "Just Dance" in de Nederlandse Top 40 - binnen: 10 januari 2009 | "Just Dance" in de Nederlandse Top 40 - binnen: 10 januari 2009 | "Just Dance" in de Nederlandse Top 40 - binnen: 10 januari 2009 | "Just Dance" in de Nederlandse Top 40 - binnen: 10 januari 2009 | "Just Dance" in de Nederlandse Top 40 - binnen: 10 januari 2009 | "Just Dance" in de Nederlandse Top 40 - binnen: 10 januari 2009 | "Just Dance" in de Nederlandse Top 40 - binnen: 10 januari 2009 | "Just Dance" in de Nederlandse Top 40 - binnen: 10 januari 2009 | "Just Dance" in de Nederlandse Top 40 - binnen: 10 januari 2009 | "Just Dance" in de Nederlandse Top 40 - binnen: 10 januari 2009 | "Just Dance" in de Nederlandse Top 40 - binnen: 10 januari 2009 | "Just Dance" in de Nederlandse Top 40 - binnen: 10 januari 2009 | "Just Dance" in de Nederlandse Top 40 - binnen: 10 januari 2009 | "Just Dance" in de Nederlandse Top 40 - binnen: 10 januari 2009 | "Just Dance" in de Nederlandse Top 40 - binnen: 10 januari 2009 | "Just Dance" in de Nederlandse Top 40 - binnen: 10 januari 2009 |
| Week                                                            | 1                                                               | 2                                                               | 3                                                               | 4                                                               | 5                                                               | 6                                                               | 7                                                               | 8                                                               | 9                                                               | 10                                                              | 11                                                              | 12                                                              | 13                                                              | 14                                                              | 15                                                              | 16                                                              | 17                                                              | 18                                                              | 19                                                              |                                                                 |
| --------------------------------------------------------------- | --------------------------------------------------------------- | --------------------------------------------------------------- | --------------------------------------------------------------- | --------------------------------------------------------------- | --------------------------------------------------------------- | --------------------------------------------------------------- | --------------------------------------------------------------- | --------------------------------------------------------------- | --------------------------------------------------------------- | --------------------------------------------------------------- | --------------------------------------------------------------- | --------------------------------------------------------------- | --------------------------------------------------------------- | --------------------------------------------------------------- | --------------------------------------------------------------- | --------------------------------------------------------------- | --------------------------------------------------------------- | --------------------------------------------------------------- | --------------------------------------------------------------- | --------------------------------------------------------------- |
| Nummer                                                          | 24                                                              | 20                                                              | 14                                                              | 11                                                              | 9                                                               | 8                                                               | 4                                                               | 1                                                               | 1                                                               | 3                                                               | 3                                                               | 3                                                               | 5                                                               | 6                                                               | 6                                                               | 7                                                               | 11                                                              | 23                                                              | 30                                                              | uit                                                             |

| "Just Dance" in de Ultratop 50 - binnen: 4 oktober 2008 | "Just Dance" in de Ultratop 50 - binnen: 4 oktober 2008 | "Just Dance" in de Ultratop 50 - binnen: 4 oktober 2008 | "Just Dance" in de Ultratop 50 - binnen: 4 oktober 2008 | "Just Dance" in de Ultratop 50 - binnen: 4 oktober 2008 | "Just Dance" in de Ultratop 50 - binnen: 4 oktober 2008 | "Just Dance" in de Ultratop 50 - binnen: 4 oktober 2008 | "Just Dance" in de Ultratop 50 - binnen: 4 oktober 2008 | "Just Dance" in de Ultratop 50 - binnen: 4 oktober 2008 | "Just Dance" in de Ultratop 50 - binnen: 4 oktober 2008 | "Just Dance" in de Ultratop 50 - binnen: 4 oktober 2008 | "Just Dance" in de Ultratop 50 - binnen: 4 oktober 2008 | "Just Dance" in de Ultratop 50 - binnen: 4 oktober 2008 | "Just Dance" in de Ultratop 50 - binnen: 4 oktober 2008 | "Just Dance" in de Ultratop 50 - binnen: 4 oktober 2008 | "Just Dance" in de Ultratop 50 - binnen: 4 oktober 2008 | "Just Dance" in de Ultratop 50 - binnen: 4 oktober 2008 | "Just Dance" in de Ultratop 50 - binnen: 4 oktober 2008 | "Just Dance" in de Ultratop 50 - binnen: 4 oktober 2008 | "Just Dance" in de Ultratop 50 - binnen: 4 oktober 2008 | "Just Dance" in de Ultratop 50 - binnen: 4 oktober 2008 | "Just Dance" in de Ultratop 50 - binnen: 4 oktober 2008 | "Just Dance" in de Ultratop 50 - binnen: 4 oktober 2008 | "Just Dance" in de Ultratop 50 - binnen: 4 oktober 2008 | "Just Dance" in de Ultratop 50 - binnen: 4 oktober 2008 | "Just Dance" in de Ultratop 50 - binnen: 4 oktober 2008 | "Just Dance" in de Ultratop 50 - binnen: 4 oktober 2008 | "Just Dance" in de Ultratop 50 - binnen: 4 oktober 2008 | "Just Dance" in de Ultratop 50 - binnen: 4 oktober 2008 | "Just Dance" in de Ultratop 50 - binnen: 4 oktober 2008 | "Just Dance" in de Ultratop 50 - binnen: 4 oktober 2008 | "Just Dance" in de Ultratop 50 - binnen: 4 oktober 2008 | "Just Dance" in de Ultratop 50 - binnen: 4 oktober 2008 | "Just Dance" in de Ultratop 50 - binnen: 4 oktober 2008 |
| Week                                                    | 1                                                       | 2                                                       | 3                                                       | 4                                                       | 5                                                       | 6                                                       | 7                                                       | 8                                                       | 9                                                       | 10                                                      | 11                                                      | 12                                                      | 13                                                      | 14                                                      | 15                                                      | 16                                                      | 17                                                      | 18                                                      | 19                                                      | 20                                                      | 21                                                      | 22                                                      | 23                                                      | 24                                                      | 25                                                      | 26                                                      | 27                                                      | 28                                                      | 29                                                      | 30                                                      | 31                                                      | 32                                                      |                                                         |
| ------------------------------------------------------- | ------------------------------------------------------- | ------------------------------------------------------- | ------------------------------------------------------- | ------------------------------------------------------- | ------------------------------------------------------- | ------------------------------------------------------- | ------------------------------------------------------- | ------------------------------------------------------- | ------------------------------------------------------- | ------------------------------------------------------- | ------------------------------------------------------- | ------------------------------------------------------- | ------------------------------------------------------- | ------------------------------------------------------- | ------------------------------------------------------- | ------------------------------------------------------- | ------------------------------------------------------- | ------------------------------------------------------- | ------------------------------------------------------- | ------------------------------------------------------- | ------------------------------------------------------- | ------------------------------------------------------- | ------------------------------------------------------- | ------------------------------------------------------- | ------------------------------------------------------- | ------------------------------------------------------- | ------------------------------------------------------- | ------------------------------------------------------- | ------------------------------------------------------- | ------------------------------------------------------- | ------------------------------------------------------- | ------------------------------------------------------- | ------------------------------------------------------- |
| Nummer                                                  | 35                                                      | 18                                                      | 23                                                      | 17                                                      | 17                                                      | 20                                                      | 19                                                      | 17                                                      | 13                                                      | 14                                                      | 18                                                      | 21                                                      | 20                                                      | 25                                                      | 22                                                      | 29                                                      | 34                                                      | 30                                                      | 30                                                      | 27                                                      | 32                                                      | 24                                                      | 22                                                      | 28                                                      | 29                                                      | 33                                                      | 41                                                      | 26                                                      | 38                                                      | 39                                                      | 44                                                      | 46                                                      | uit                                                     |

## Tracklist
US Maxi CD Single
1. "Just Dance"
2. "Just Dance" (HCCR's Bambossa Main Mix)
3. "Just Dance" (Richard Vission Remix)
4. "Just Dance" (Trevor Simpson Remix)

US Promo Club CD
1. "Just Dance"
2. "Just Dance" (Instrumental)
3. "Just Dance" (A Capella)

US Promo Remix CD
1. "Just Dance"
2. "Just Dance" (Instrumental)
3. "Just Dance" (A Capella)
4. "Just Dance" (HCCR's Bambossa Main Mix)
5. "Just Dance" (Richard Vission Remix)
6. "Just Dance" (Trevor Simpson Remix)
7. "Just Dance" (HCCR's Bambossa Radio Edit)
8. "Just Dance" (Trevor Simpson Edit)
9. "Just Dance" (HCCR's Bambossa Dub)

AUS CD Single
1. "Just Dance"
2. "Just Dance" (Trevor Simpson Remix)

DE Maxi CD Single
1. "Just Dance"
2. "Just Dance" (HCCR's Bambossa Main Mix)
3. "Just Dance" (Instrumental)
4. "Just Dance" (Video)

DE Trend CD Single
1. "Just Dance"
2. "Just Dance" (Trevor Simpson Remix)

FR Maxi CD Single
1. "Just Dance"
2. "Just Dance" (Glam As You Radio Mix)
3. "Just Dance" (Glam As You Club Mix)

US Remixes Part 2 EP
1. "Just Dance" (RedOne Remix) Lady Gaga & Kardinal Offishal
2. "Just Dance" (Space Cowboy Remix) Lady Gaga & Colby O'Donis
3. "Just Dance" (Robots To Mars Mix) Lady Gaga
4. "Just Dance" (Tony Arzadon Remix) Lady Gaga & Colby O'Donis

UK CD Single
1. "Just Dance" (Main Version)
2. "Just Dance" (RedOne Remix) Lady Gaga & Kardinal Offishal

UK 7" Numbered Picture Vinyl Disc
1. "Just Dance" (Main Version)
2. "Just Dance" (HCCR's Bambossa Main Mix)

### Andere versies en remixes
- "Just Dance"
- "Just Dance" A Capella
- "Just Dance" Instrumental
- "Just Dance" (Glam As You Club Mix)
- "Just Dance" (Glam As You Radio Mix)
- "Just Dance" (HCCR's Bambossa Dub)
- "Just Dance" (HCCR's Bambossa Main Mix)
- "Just Dance" (HCCR's Bambossa Radio Edit)
- "Just Dance" (RedOne Remix featuring Kardinal Offishall)
- "Just Dance" (Manny Lehman Remix)
- "Just Dance" (Richard Vission Remix)
- "Just Dance" (Richard Vission Radio Edit)
- "Just Dance" (Robots to Mars Remix)
- "Just Dance" (Space Cowboy Remix)
- "Just Dance" (Tony Arzadon Remix)
- "Just Dance" (Tony Arzadon Extended Club Mix)
- "Just Dance" (Trevor Simpson Radio Edit)
- "Just Dance" (Trevor Simpson Remix)